# I’m With Cupid
«I’m with Cupid» (рус. Со мной Купидон) — четырнадцатый эпизод десятого сезона мультсериала «Симпсоны». Впервые вышел в эфир 14 февраля 1999 года, в день Святого Валентина.

## Сюжет
Близится день Святого Валентина. По этому случаю Апу приглашает Гомера и Мардж к себе на ужин за то, что ранее они устроили Апу свадьбу у себя дома. Этот ужин не идет Апу на пользу — от Мардж жена Апу Манджула узнаёт о том, что не все в Америке работают, как Апу (по 18 часов в день без выходных). Думая, что Апу специально таким способом избегает её, Манджула ссорится с Апу и разочаровывается в нём.
Апу решает всю оставшуюся неделю перед днём Святого Валентина засыпать Манджулу подарками. Поначалу он просто пишет ей любовный стих в газету, но позже начинает совершать довольно необычные подарки — покупает попугая, поющего романтические стихи, присылает Манджуле шоколадную статую, внутри которой спрятан он сам, заказывает ей оркестр и так далее. Из-за этого другие женщины Спрингфилда начинают считать своих мужчин неромантичными и праздник любви на грани срыва.
Тогда Гомер вместе с Шефом Виггамом, Фландерсом, доктором Хиббертом и Мо решает на следующий день проследить за Апу, чтобы помешать ему приготовить Манджуле последний подарок. Преследование Апу приводит их в аэропорт, где друзья узнают, что Апу заплатил лётчику, чтобы он с помощью своего биплана нарисовал в небе надпись «Я люблю тебя, Манджула», а заметив в аэропорту Элтона Джона, чей самолет сел в Спрингфилде из-за неполадок, решают, что Апу также пригласил его, чтобы он спел для Апу и Манджулы. Друзья Гомера ловят Элтона и запирают его в клетке, а сам Гомер цепляется за биплан и улетает вместе с ним.
Не сумев по-нормальному договориться с лётчиком, Гомер начинает с ним драться. Самолет теряет управление и чуть не падает на выбравшегося из клетки Элтона Джона, которого успевает спасти Апу, сразу уцепившийся за этот случай. Гомер же успевает сломать газовый баллон и после слов «Я тебя люблю» в небе остаётся дымовой след, который все женщины города воспринимают как послание от своих возлюбленных. Сам Гомер на биплане попадает в «Сад колючих роз» и вместе с ними приземляется на задний дворик к Мардж. Приняв этот трюк как сюрприз от Гомера, Мардж прощает Гомера за раннюю невнимательность к ней и они целуются. А тем временем на крыше магазина «На скорую руку» Элтон Джон поёт для Апу и Манджулы и они тоже целуются.